# پائولو مونا
پائولو مونا (ایتالیایی: Paolo Monna؛ زادهٔ ۱۹ آوریل ۱۹۹۸) تیرانداز اهل ایتالیا است.
وی در مسابقات کشوری و بین‌المللی در مجموع برندهٔ ۱ مدال برنز شده است.